# Anticlea occidentalis
Anticlea occidentalis är en nysrotsväxtart som först beskrevs av Asa Gray, och fick sitt nu gällande namn av Wendy Beth Zomlefer och Walter Stephen Judd. Anticlea occidentalis ingår i släktet Anticlea och familjen nysrotsväxter. Inga underarter finns listade.